# 牛堀バイパス
牛堀バイパス（うしぼりバイパス）は、茨城県潮来市内を通る国道51号のバイパスである。

## 概要
- 起点：茨城県潮来市永山（国道355号・茨城県道5号竜ヶ崎潮来線交点）
- 終点：茨城県潮来市上戸（茨城県道5号竜ヶ崎潮来線交点）
- 距離：3.3km
- 車線数：暫定2車線
- 区分：
- 設計速度：

バイパス化後の旧道は茨城県移管となり県道竜ヶ崎潮来線となった。

## 歴史
- 1973年（昭和48年）10月 - 工事着手
- 1977年（昭和52年）11月 - 暫定2車線で全区間開通、供用開始

## 交差する道路
- 茨城県道189号大賀牛堀線（潮来市上戸）